# Karyogamie

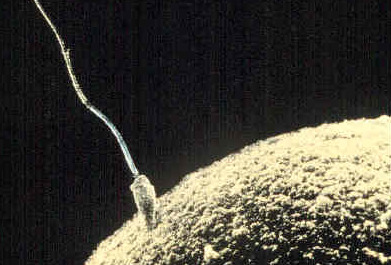
Jedno jádro obsahuje spermie, druhé je obsaženo uvnitř vajíčka. Aby však měla vzniklá zygota (oplodněné vajíčko) jádro jen jedno, musí dojít k jejich splynutí

Karyogamie je fúze (splynutí) buněčných jader. Provází pohlavní rozmnožovací cykly u mnoha eukaryotických organismů (u prokaryot pravé jádro není vyvinuto takže nemá co splývat). V typickém případě splývají jádra dvou pohlavních buněk, čímž je dokončen proces oplodnění (fertilizace) – např. jádro oocytu (vajíčka) splývá s jádrem spermie, jež do něj pronikla.
Výrazně se objevuje karyogamie například u hub, kde má silnou pozici uprostřed životního cyklu. Poměrně extrémní jsou v tomto ohledu stopkovýtrusné houby (Basidiomycota), u nichž dochází v určité fázi životního cyklu ke splynutí vláken, ale nikoliv jader. Po poměrně dlouhou dobu následně existuje tzv. sekundární mycelium, jež v každé buňce obsahuje dvě jádra. K samotné karyogamii dochází až uvnitř. tzv. bazidie, jednobuněčného sporangia typicky na spodní straně klobouku hub. K oddálení karyogamie však dochází nejen u stopkovýtrusných hub, ale například i u nádorovek, kde vzniká splýváním buněk mnohojaderné paraplazmodium.
U většiny organizmů (např. u zelených řas a podobně) následuje karyogamie víceméně ihned po splynutí cytoplazem (plazmogamii).